# Паша Технік
Павло Миколайович Івлєв (рос. Па́вел Никола́евич И́влев; 1 липня 1984, Москва, СРСР — 5 квітня 2025, Пхукет, Таїланд), більш відомий під сценічним псевдонімом Паша Технік — російський хіп-хоп- виконавець, один із засновників групи Kunteynir. Відомий своєю епатажною поведінкою і нарочито провокаційною творчістю з великою кількістю нецензурної лексики; часто називається одним з найбільш значних реперів в хіп-хоп-андеграунді Росії.

## Біографія
Народився 1 липня 1984 року в Москві. У школі став слухати російський реп і, зокрема, групу Bad Balance. У 2001 році створив групу Kunteynir, до складу якої увійшов МС Смішний. Пізніше до Паші приєднався MC Блев. У 2004 році колектив записав свій перший альбом Едвард Руки Ножиці Папір. Потім послідували релізи У м#ЗНО (2005), Вага (2006), Блевбургер (2007). Серед основних тем творчості фігурували наркоманія, націоналізм, чорний гумор.
У 2008 році був заарештований за звинуваченням у зберіганні та розповсюдженні наркотиків. У 2009 був засуджений до п'яти років позбавлення волі в колонії. У зв'язку з чим група Kunteynir розпалася.
У 2013 році, після свого звільнення з ув'язнення, знову зібрав Kunteynir. У тому ж році вийшов альбом 5 Років, складений з раніше записаних спільних треків. У 2014 році взяв участь в інтернет-шоу Versus, в рамках якого провів баттл проти петербурзького репера Бролі. Через два місяці після баттла був випущений альбом Основа. У 2015 році записав кілька сольних і спільних пісень. У 2016 році Kunteynir випустив свій останній альбом Останній запис, після чого група розпалася.
У 2017 році випустив подвійний сольний альбом Статистика гусака і два відеокліпи на пісні «Гречка» і «Потрібен Ксанакс». Влітку 2018 року проходив лікування в наркологічній клініці. У тому ж році запустив власне шоу на YouTube і записав альбом Ru $$ ian Tre $ hmvn. У 2019 записав спільний з Conductor MC міні-альбом Вєснушки.
20 Квітня 2019 року Паша технік переміг Михайла Вахнєєва в рестлінг-матчі на шоу «високі ставки» незалежної федерації реслінгу.
У тому ж році виступав на благодійному концерті «#Саша Скул вилікуйся» на підтримку Саші Скула, який в той час хворів на рак.
У 2020 році випустив альбом У крові, записаний спільно з LuckyProduction.
10 липня 2020 року андерграунд-група Kunteynir випустила новий альбом «Дорога в хмари».
17 червня 2020 року Івлєв був затриманий в Балашисі за повторне керування автомобілем у стані сп'яніння, у вересні 2020 року йому було винесено вирок у вигляді позбавлення волі на 11 місяців і заборони на водіння автомобіля на два роки.
23 серпня 2021 року Паша вийшов з в'язниці.
У 2022 році вийшов альбом «Кип'ятильник». У записі брали участь Metox, Раскольников (Six1Six | Goatt x Akset), MC Кальмар, Zalina Zalipla, Маркус Твен і МС випадковий.
Влітку 2022-ого взяв участь у поп-ММА проекті «ARENA», де бився проти репера дядька Джей Ай.
11 жовтня 2022 року вступив до медіафутбольного клубу GOATS. 24 жовтня того ж року Павла виключили з клубу за неспортивну поведінку.
4 квітня 2025 року помер у лікарні Пхукету після отруєння наркотичними речовинами.
Поховали 11 квітня 2025 року на Ніколо-Архангельському цвинтарі в Москві.

## Політичні погляди
В 2018 році під час інтерв'ю російському YouTube-проекту «The Люди» та ведучому Лядову Антону В'ячеславовичу заявив, що «не бачить сенсу» російської анексії Криму у 2014 році:
|  | Не бачу в цьому приєднанні нічо... сенсу... зіпсували тільки відносини з Україною. Якщо раніше від'єднався, то чо його приєднувати. Тоді можна далі вже приєднуватися. Усіх приєднувати.Оригінальний текст (рос.) Не вижу в этом присоединении ничо.. смысла.. испортили только отношения с Украиной. Если раньше отсоединился, то чо его присоединять. Тогда можно дальше уже присоединяться. Всех присоединять. |

Також в 2018 році репер заявив що не зміг потрапити в Україну до мати своєї дружини через заборону на в'їзд до України, через виступ його групи «Kunteynir» в окупованому Криму в 2016 році.
В червні 2020 року випустив відео у підтримку російських поправок до конституції. За словами репера він зробив це через замовлення на 3 мільйони рублів.
З 2024 року висловився у підтримку повномасштабного російського вторгнення в Україну. Також в цьому ж році російський репер пожертвував не меньше 700 тисяч рублів на російську 106-ту повітрянодесантну дивізію і 1182-й гвардійський артиллерийский полк ЗС РФ.
Батько колишньої дружини і мати єдиного сина Павла, Карини Мельничук, — Олександр Мельничук, загинув під час геноциду в Бучі російськими окупантами в березні 2022 року.
Після смерті Павла російський продюсер Андрій Міхеєв у своєму Телеграм-каналі опублікував пісню, в якій Тєхнік підтримав розв'язану Російською Федерацією війну проти України. Трек був написаний репером у 2024 році. У ньому пролунали голоси адміністраторів російських військових Телеграм-каналів.

## Особисте життя
З 2015 по 2023 рік був одружений на українській моделі Карині Мельничук, більш відомій під псевдонимом Єва Карицька (рос. Ева Карицкая), з якою познайомився в 2012 році.
В липні 2019 року вона народила єдиного сина Павла — Івлєва Івана Павловича (рос. Ивлев Иван Павлович).
В 2023 почався розлучний процес із Кариною Мельничук, причиною якого стало наркотичне зловживання Павла та його зради. Після розлучення Карина та Павло заберегли спілкування через опіку над сином.
В 2022 році почав зустрічатися з російською треш-блогеркою Єкатериною Коваленко, яка відома під псевдонімом «Катя Лолі» (рос. «Катя Лоли»). З листопада по грудень цього ж року зустрічався з іншою російською треш-блогеркою Юлією Фінес (рос. Юля Финесс).
З початку 2025 року та до своєї смерті зустрічався із російською ескортніцею Кристиною Лексі.